# Llista de monuments de Sant Feliu de Guíxols
Llista de monuments de Sant Feliu de Guíxols inclosos en l'Inventari del Patrimoni Arquitectònic Català per al municipi de Sant Feliu de Guíxols (Baix Empordà). Inclou els inscrits en el Registre de Béns Culturals d'Interès Nacional (BCIN) amb la classificació de monuments històrics, els Béns Culturals d'Interès Local (BCIL) de caràcter immoble i la resta de béns arquitectònics integrants del patrimoni cultural català.
| Monument                                      | Protecció       | Estil/època                                                 | Localització                                                                                     | Coordenades                                          | Codi?         | Imatge |
| --------------------------------------------- | --------------- | ----------------------------------------------------------- | ------------------------------------------------------------------------------------------------ | ---------------------------------------------------- | ------------- | --- |
| Monestir de Sant Feliu                        | BCIN 189-MH     | Preromànic, romànic, gòtic, barroc X-XI, XII, XIV-XV, XVIII | Sant Feliu de Guíxols Pl. del Monestir                                                           | 41° 46′ 49″ N, 3° 01′ 36″ E / 41.780181°N,3.02676°E  | RI-51-0000571 | Monestir de Sant Feliu (Sant Feliu de Guíxols) · Vegeu més fotos d'aquest monument · Carregueu una nova foto d'aquest monument                       |
| Nou Casino de La Constància, Casino dels Nois | BCIN 194-MH     | Historicisme General Guitart i Lostaló XIX (1890, 1899)     | Sant Feliu de Guíxols Rbla. Portalet, 2 - pg. Guíxols, 1                                         | 41° 46′ 54″ N, 3° 01′ 56″ E / 41.781671°N,3.032122°E | RI-51-0005023 | Nou Casino de La Constància (Sant Feliu de Guíxols) · Vegeu més fotos d'aquest monument · Carregueu una nova foto d'aquest monument                  |
| Castell de Sant Elm                           | BCIN 1071-MH    | Medieval                                                    | Sant Feliu de Guíxols                                                                            | 41° 46′ 29″ N, 3° 01′ 36″ E / 41.774710°N,3.026671°E | RI-51-0006069 | Carregueu una nova foto d'aquest monument |
| Muralla de Sant Feliu                         | BCIN 4023-MH-ZA | XIV-XVII                                                    | Sant Feliu de Guíxols Nucli antic                                                                | 41° 46′ 51″ N, 3° 01′ 39″ E / 41.780881°N,3.027377°E | IPA-37601     | Muralla de Sant Feliu (Sant Feliu de Guíxols) · Vegeu més fotos d'aquest monument · Carregueu una nova foto d'aquest monument                        |
| Taverna del Mar i antic banys de Sant Pol     | BCIL 2013       | XX Inici                                                    | Sant Feliu de Guíxols Platja de Sant Pol                                                         | 41° 47′ 28″ N, 3° 03′ 08″ E / 41.790981°N,3.052322°E | IPA-6997      | Taverna del Mar (Sant Feliu de Guíxols) · Vegeu més fotos d'aquest monument · Carregueu una nova foto d'aquest monument                              |
| Edifici de La Caixa                           | BCIL 2006       | Noucentisme Rafael Masó i Valentí XX (1924)                 | Sant Feliu de Guíxols Rambla Antoni Vidal, 20 - c. Major, 2                                      | 41° 46′ 53″ N, 3° 01′ 47″ E / 41.781334°N,3.029859°E | IPA-7304      | Edifici de La Caixa (Sant Feliu de Guíxols) · Vegeu més fotos d'aquest monument · Carregueu una nova foto d'aquest monument                          |
| Casa Patxot                                   | BCIL 2006       | Noucentisme Albert Juan Torner XX (1920)                    | Sant Feliu de Guíxols Pg. del Mar, 40-41 - rbla. Portalet, 1                                     | 41° 46′ 54″ N, 3° 01′ 54″ E / 41.781741°N,3.031641°E | IPA-7305      | Casa Patxot (Sant Feliu de Guíxols) · Vegeu més fotos d'aquest monument · Carregueu una nova foto d'aquest monument                                  |
| Hospital Municipal                            | BCIL 2006       | Neoclassicisme XVIII-XIX                                    | Sant Feliu de Guíxols C. Hospital, 25-35                                                         | 41° 46′ 55″ N, 3° 01′ 39″ E / 41.781832°N,3.027606°E | IPA-7313      | Hospital Municipal (Sant Feliu de Guíxols) · Vegeu més fotos d'aquest monument · Carregueu una nova foto d'aquest monument                           |
| El Salvament                                  | BCIL 2006       | Eclecticisme XIX (1890)                                     | Sant Feliu de Guíxols Pg. del Fortim                                                             | 41° 46′ 48″ N, 3° 02′ 08″ E / 41.779965°N,3.035451°E | IPA-7314      | El Salvament (Sant Feliu de Guíxols) · Vegeu més fotos d'aquest monument · Carregueu una nova foto d'aquest monument                                 |
| Monument a Juli Garreta                       |                 | Noucentisme Enric Monjo Garriga XX (1932)                   | Sant Feliu de Guíxols Jardins de Juli Garreta                                                    | 41° 46′ 52″ N, 3° 01′ 57″ E / 41.78121°N,3.03240°E   | IPA-7315      | Monument a Juli Garreta (Sant Feliu de Guíxols) · Vegeu més fotos d'aquest monument · Carregueu una nova foto d'aquest monument                      |
| Habitatge al carrer Sant Antoni, 29-33        |                 | Racionalisme XX                                             | Sant Feliu de Guíxols C. Sant Antoni, 29-33                                                      | 41° 46′ 56″ N, 3° 01′ 49″ E / 41.782183°N,3.030275°E | IPA-7317      | Habitatge al carrer Sant Antoni, 29-33 (Sant Feliu de Guíxols) · Vegeu més fotos d'aquest monument · Carregueu una nova foto d'aquest monument       |
| Casa Maruny                                   | BCIL 2006       | Modernisme XX                                               | Sant Feliu de Guíxols C. del Mall, 17                                                            | 41° 46′ 56″ N, 3° 01′ 37″ E / 41.782269°N,3.027083°E | IPA-7318      | Casa Maruny (Sant Feliu de Guíxols) · Vegeu més fotos d'aquest monument · Carregueu una nova foto d'aquest monument                                  |
| Can Viader                                    |                 | Modernisme Pere Pascual i Baguer XX (1902)                  | Sant Feliu de Guíxols Rambla Antoni Vidal, 43                                                    | 41° 46′ 55″ N, 3° 01′ 44″ E / 41.781915°N,3.028848°E | IPA-7319      | Can Viader (Sant Feliu de Guíxols) · Vegeu més fotos d'aquest monument · Carregueu una nova foto d'aquest monument                                   |
| Cases Pecher                                  | BCIL 2006       | Eclecticisme Pere Pascual i Baguer XX                       | Sant Feliu de Guíxols C. Antoni de Capmany, 78-80                                                | 41° 46′ 57″ N, 3° 01′ 29″ E / 41.782616°N,3.024610°E | IPA-7320      | Cases Pecher (Sant Feliu de Guíxols) · Vegeu més fotos d'aquest monument · Carregueu una nova foto d'aquest monument                                 |
| Casa de la Campana, antic Hotel Miami         | BCIL 2006       | Modernisme Bernardí Martorell Puig XX (1911)                | Sant Feliu de Guíxols Rbla. del Portalet, 9-11                                                   | 41° 46′ 55″ N, 3° 01′ 53″ E / 41.781940°N,3.031466°E | IPA-7321      | Casa La Campana (Sant Feliu de Guíxols) · Vegeu més fotos d'aquest monument · Carregueu una nova foto d'aquest monument                              |
| Mercat cobert                                 | BCIL 2006       | Joan Bordàs Salellas XX (1930)                              | Sant Feliu de Guíxols Pl. del Mercat - c. Sant Joan - c. Clavé                                   | 41° 46′ 50″ N, 3° 01′ 45″ E / 41.780639°N,3.029041°E | IPA-7322      | Mercat cobert (Sant Feliu de Guíxols) · Vegeu més fotos d'aquest monument · Carregueu una nova foto d'aquest monument                                |
| Estació de ferrocarril                        | BCIL 2006       | XIX (1892)                                                  | Sant Feliu de Guíxols C. Santa Teresa, 49                                                        | 41° 47′ 08″ N, 3° 01′ 57″ E / 41.785444°N,3.032554°E | IPA-7323      | Estació de ferrocarril (Sant Feliu de Guíxols) · Vegeu més fotos d'aquest monument · Carregueu una nova foto d'aquest monument                       |
| Cementiri de Sant Feliu de Guíxols            | BCIL 2006       | Neoclassicisme, historicisme XIX                            | Sant Feliu de Guíxols Ronda dels Màrtirs                                                         | 41° 46′ 46″ N, 3° 01′ 09″ E / 41.779530°N,3.019188°E | IPA-7324      | Cementiri de Sant Feliu de Guíxols · Vegeu més fotos d'aquest monument · Carregueu una nova foto d'aquest monument                                   |
| Mausoleu del Marquès de Robert                |                 | Eclecticisme Joan Martorell i Montells XIX                  | Sant Feliu de Guíxols Segon recinte del cementiri                                                | 41° 46′ 47″ N, 3° 01′ 10″ E / 41.77970°N,3.01938°E   | IPA-7325      | Mausoleu del Marquès de Robert (Sant Feliu de Guíxols) · Vegeu més fotos d'aquest monument · Carregueu una nova foto d'aquest monument               |
| Mausoleu de la Família Casas                  |                 | Modernisme Josep Puig i Cadafalch XIX (1898)                | Sant Feliu de Guíxols Primer recinte del cementiri                                               | 41° 46′ 48″ N, 3° 01′ 11″ E / 41.77988°N,3.01981°E   | IPA-7326      | Mausoleu de la Família Casas (Sant Feliu de Guíxols) · Vegeu més fotos d'aquest monument · Carregueu una nova foto d'aquest monument                 |
| Mausoleu de la Família Vilaret                |                 | Modernisme Josep Campeny i Santamaria XX (1901)             | Sant Feliu de Guíxols Segon recinte del cementiri                                                | 41° 46′ 47″ N, 3° 01′ 10″ E / 41.77964°N,3.01934°E   | IPA-7327      | Mausoleu de la Família Vilaret (Sant Feliu de Guíxols) · Vegeu més fotos d'aquest monument · Carregueu una nova foto d'aquest monument               |
| Tomba de Jaume Arxer                          |                 | XX                                                          | Sant Feliu de Guíxols Recinte neutre del cementiri                                               | 41° 46′ 48″ N, 3° 01′ 09″ E / 41.78008°N,3.01913°E   | IPA-7328      | Tomba de Jaume Arxer (Sant Feliu de Guíxols) · Vegeu més fotos d'aquest monument · Carregueu una nova foto d'aquest monument                         |
| Capella de Sant Elm                           | BCIL 2006       | Barroc, obra popular XVIII                                  | Sant Feliu de Guíxols Promontori de Sant Elm                                                     | 41° 46′ 29″ N, 3° 01′ 39″ E / 41.774656°N,3.02742°E  | IPA-7329      | Capella de Sant Elm (Sant Feliu de Guíxols) · Vegeu més fotos d'aquest monument · Carregueu una nova foto d'aquest monument                          |
| Capella de Sant Amanç                         | BCIL 2006       | Barroc XVII                                                 | Sant Feliu de Guíxols Sant Amanç                                                                 | 41° 47′ 16″ N, 3° 00′ 54″ E / 41.787674°N,3.015094°E | IPA-7330      | Capella de Sant Amanç (Sant Feliu de Guíxols) · Vegeu més fotos d'aquest monument · Carregueu una nova foto d'aquest monument                        |
| Teatre Auditori Municipal Narcís Masferrer    |                 | Darreres tendències XX Final                                | Sant Feliu de Guíxols Pl. del Monestir                                                           | 41° 46′ 50″ N, 3° 01′ 32″ E / 41.780630°N,3.025578°E | IPA-7331      | Teatre Municipal (Sant Feliu de Guíxols) · Vegeu més fotos d'aquest monument · Carregueu una nova foto d'aquest monument                             |
| Casa Salgot                                   |                 | Darreres tendències XX Final                                | Sant Feliu de Guíxols Urbanització Vista Alegre                                                  | 41° 46′ 29″ N, 3° 01′ 25″ E / 41.77473°N,3.02355°E   | IPA-7332      | Carregueu una nova foto d'aquest monument |
| Casa Cendrós                                  |                 | Racionalisme Manuel Ribas i Piera XX (1968)                 | Sant Feliu de Guíxols Rambla Antoni Vidal, 3 - pg. del Mar, 24                                   | 41° 46′ 51″ N, 3° 01′ 48″ E / 41.780868°N,3.030040°E | IPA-7333      | Casa Cendrós (Sant Feliu de Guíxols) · Vegeu més fotos d'aquest monument · Carregueu una nova foto d'aquest monument                                 |
| Casa Joan Cases                               | BCIL 2006       | Noucentisme Rafael Masó i Valentí XX (1916)                 | Sant Feliu de Guíxols C. Arquitecte Rafael Masó - c. Octavi Viader                               | 41° 47′ 26″ N, 3° 02′ 32″ E / 41.790428°N,3.042205°E | IPA-7334      | Casa Joan Cases (Sant Feliu de Guíxols) · Vegeu més fotos d'aquest monument · Carregueu una nova foto d'aquest monument                              |
| Farmàcia Ruscalleda                           |                 | Modernisme General Guitart i Lostló XX (1909)               | Sant Feliu de Guíxols C. Major, 33 - Creu, 19                                                    | 41° 46′ 55″ N, 3° 01′ 51″ E / 41.782066°N,3.030858°E | IPA-7335      | Farmàcia Ruscalleda (Sant Feliu de Guíxols) · Vegeu més fotos d'aquest monument · Carregueu una nova foto d'aquest monument                          |
| Casa Domènech                                 |                 | Racionalisme XX                                             | Sant Feliu de Guíxols Ctra. Sant Feliu a Palamós                                                 | 41° 47′ 24″ N, 3° 02′ 42″ E / 41.790071°N,3.045101°E | IPA-7337      | Casa Domènech (Sant Feliu de Guíxols) · Vegeu més fotos d'aquest monument · Carregueu una nova foto d'aquest monument                                |
| Casa Domènech Girbau, Casa dels Barquets      | BCIL 2006       | Modernisme, noucentisme Josep Goday i Casals XX (1910)      | Sant Feliu de Guíxols Pg. de Sant Pol, 75-87                                                     | 41° 47′ 24″ N, 3° 02′ 43″ E / 41.789952°N,3.045322°E | IPA-7338      | Casa Domènec Girbau (Sant Feliu de Guíxols) · Vegeu més fotos d'aquest monument · Carregueu una nova foto d'aquest monument                          |
| Casa Girbau Estrada                           |                 | Modernisme, noucentisme Josep Goday Casals XX (1910)        | Sant Feliu de Guíxols Pg. de Sant Pol, 81-87                                                     | 41° 47′ 23″ N, 3° 02′ 46″ E / 41.789670°N,3.046232°E | IPA-7339      | Casa Girbau Estrada (Sant Feliu de Guíxols) · Vegeu més fotos d'aquest monument · Carregueu una nova foto d'aquest monument                          |
| Casa Estrada, Torre de les Punxes             | BCIL 2006       | Modernisme XIX-XX (1890-1912)                               | Sant Feliu de Guíxols Pg. Sant Pol, 55                                                           | 41° 47′ 21″ N, 3° 02′ 44″ E / 41.789034°N,3.045621°E | IPA-7340      | Casa Estrada (Sant Feliu de Guíxols) · Vegeu més fotos d'aquest monument · Carregueu una nova foto d'aquest monument                                 |
| Asil Surís                                    | BCIL 2006       | Modernisme General Guitart i Lostaló XX (1906)              | Sant Feliu de Guíxols C. Sant Bonaventura, 35-53                                                 | 41° 47′ 14″ N, 3° 01′ 39″ E / 41.787199°N,3.027505°E | IPA-7341      | Asil Surís (Sant Feliu de Guíxols) · Vegeu més fotos d'aquest monument · Carregueu una nova foto d'aquest monument                                   |
| Escullera                                     |                 | XX Inici                                                    | Sant Feliu de Guíxols                                                                            | 41° 46′ 38″ N, 3° 02′ 06″ E / 41.777262°N,3.035033°E | IPA-7344      | Escullera (Sant Feliu de Guíxols) · Vegeu més fotos d'aquest monument · Carregueu una nova foto d'aquest monument                                    |
| Banys de Sant Elm                             | BCIL 2013       | Eclecticisme, noucentisme XX Inici                          | Sant Feliu de Guíxols Pg. Marítim del President Irla, 15                                         | 41° 46′ 41″ N, 3° 01′ 45″ E / 41.777962°N,3.029059°E | IPA-7345      | Banys de Sant Elm (Sant Feliu de Guíxols) · Vegeu més fotos d'aquest monument · Carregueu una nova foto d'aquest monument                            |
| Oficines de La Suberina                       |                 | Noucentisme Joan Bordàs i Salellas XX (1929)                | Sant Feliu de Guíxols C. Santa Magdalena, 11-13                                                  | 41° 47′ 00″ N, 3° 01′ 24″ E / 41.783210°N,3.023279°E | IPA-7346      | Magatzem La Suberina (Sant Feliu de Guíxols) · Vegeu més fotos d'aquest monument · Carregueu una nova foto d'aquest monument                         |
| Habitatge al carrer Campmany 5-7, Casa Girbau |                 | Eclecticisme XIX                                            | Sant Feliu de Guíxols C. Antoni de Capmany, 5-7                                                  | 41° 46′ 53″ N, 3° 01′ 38″ E / 41.781449°N,3.027203°E | IPA-7347      | Casa Girbau (Sant Feliu de Guíxols) · Vegeu més fotos d'aquest monument · Carregueu una nova foto d'aquest monument                                  |
| Habitatge al carrer Antoni de Capmany, 24-26  |                 | Modernisme XIX-XX                                           | Sant Feliu de Guíxols C. Antoni de Capmany, 24-26                                                | 41° 46′ 55″ N, 3° 01′ 36″ E / 41.781810°N,3.026638°E | IPA-7348      | Habitatge al carrer Antoni de Capmany, 24-26 (Sant Feliu de Guíxols) · Vegeu més fotos d'aquest monument · Carregueu una nova foto d'aquest monument |
| Casa Lloret                                   | BCIL 2006       | Modernisme Martí Sureda i Vila XX (1909)                    | Sant Feliu de Guíxols C. Antoni de Capmany, 31                                                   | 41° 46′ 55″ N, 3° 01′ 34″ E / 41.781841°N,3.026168°E | IPA-7349      | Casa Lloret (Sant Feliu de Guíxols) · Vegeu més fotos d'aquest monument · Carregueu una nova foto d'aquest monument                                  |
| Casa a la rambla Portalet, 14                 |                 | Eclecticisme XIX                                            | Sant Feliu de Guíxols Rambla Portalet, 14                                                        | 41° 46′ 55″ N, 3° 01′ 54″ E / 41.782048°N,3.031773°E | IPA-7350      | Casa a la rambla Portalet, 14 (Sant Feliu de Guíxols) · Vegeu més fotos d'aquest monument · Carregueu una nova foto d'aquest monument                |
| Claveguera i barana de la riera               |                 | General Guitart i Lostaló XIX (1894)                        | Sant Feliu de Guíxols Rbla. Portalet - c. Major - c. Sant Ramon                                  | 41° 46′ 56″ N, 3° 01′ 53″ E / 41.782214°N,3.031394°E | IPA-7351      | Claveguera i barana de la riera (Sant Feliu de Guíxols) · Vegeu més fotos d'aquest monument · Carregueu una nova foto d'aquest monument              |
| Animal Fantàstic, Drac de Can Canals          |                 | XIX                                                         | Sant Feliu de Guíxols C. Sant Antoni - c. Major (actualment en el Museu d'Història de la Ciutat) | 41° 46′ 48″ N, 3° 01′ 35″ E / 41.780117°N,3.026263°E | IPA-7352      | Animal Fantàstic (Sant Feliu de Guíxols) · Vegeu més fotos d'aquest monument · Carregueu una nova foto d'aquest monument                             |
| Creu d'en Baguer o Vaguer, creu de terme      |                 | Gòtic tardà XVI, XVIII                                      | Sant Feliu de Guíxols Pati interior casa c. Major, 35-37 - c. de la Creu, 22-24                  | 41° 46′ 56″ N, 3° 01′ 51″ E / 41.782307°N,3.030891°E | IPA-30783     | Carregueu una nova foto d'aquest monument |
| Creu de la Parròquia, creu commemorativa      |                 | Obra popular XX Mitjan                                      | Sant Feliu de Guíxols Al costat de l'entrada lateral de la parròquia                             | 41° 46′ 49″ N, 3° 01′ 37″ E / 41.780252°N,3.026861°E | IPA-30784     | Creu de la Parròquia (Sant Feliu de Guíxols) · Vegeu més fotos d'aquest monument · Carregueu una nova foto d'aquest monument                         |
| Creu de Sant Elm, creu commemorativa          |                 | Eclecticisme XX Mitjan                                      | Sant Feliu de Guíxols Al costat de la ctra. que va a l'ermita de St. Elm, prop del cim           | 41° 46′ 31″ N, 3° 01′ 38″ E / 41.775174°N,3.027251°E | IPA-30786     | Creu de Sant Elm (Sant Feliu de Guíxols) · Vegeu més fotos d'aquest monument · Carregueu una nova foto d'aquest monument                             |
| Casa Marquesa                                 | BCIL 2006       | Obra popular, gòtic tardà XVI-XVII                          | Sant Feliu de Guíxols C. Joan Goula, 10-12                                                       | 41° 46′ 51″ N, 3° 01′ 42″ E / 41.780847°N,3.028219°E | IPA-41095     | Casa Marquesa (Sant Feliu de Guíxols) · Vegeu més fotos d'aquest monument · Carregueu una nova foto d'aquest monument                                |
| Casa Mainegre, Hostal del Sol                 | BCIL 2006       | Modernisme General Guitart i Lostaló XIX (1898)             | Sant Feliu de Guíxols Ctra. de Palamós, 178 - Trafalgar, 155-157                                 | 41° 47′ 09″ N, 3° 02′ 24″ E / 41.785823°N,3.039992°E | IPA-41096     | Casa Mainegre (Sant Feliu de Guíxols) · Vegeu més fotos d'aquest monument · Carregueu una nova foto d'aquest monument                                |
| Ajuntament de Sant Feliu de Guíxols           | BCIL 2006       | Gòtic tardà, historicisme XV-XVI, XIX, XX (1944)            | Sant Feliu de Guíxols Pl. del Mercat, 6-9                                                        | 41° 46′ 49″ N, 3° 01′ 44″ E / 41.780309°N,3.029013°E | IPA-41097     | Ajuntament de Sant Feliu de Guíxols · Vegeu més fotos d'aquest monument · Carregueu una nova foto d'aquest monument                                  |
| IES Vilartagues                               |                 | Darreres tendències 1947                                    | Sant Feliu de Guíxols C. Canigó, 41                                                              | 41° 47′ 40″ N, 3° 01′ 25″ E / 41.79435°N,3.02364°E   | IPA-46522     | Carregueu una nova foto d'aquest monument |
| Casa Arxer                                    |                 | Noucentisme 1947                                            | Sant Feliu de Guíxols C. Girona, 2 - c. Sant Ramon                                               | 41° 46′ 56″ N, 3° 01′ 53″ E / 41.78229°N,3.03150°E   | IPA-49603     | Carregueu una nova foto d'aquest monument |
| Passeig Marítim                               |                 | Noucentisme 1943-1945                                       | Sant Feliu de Guíxols Pg. de Mar - pg. dels Guíxols                                              | 41° 46′ 52″ N, 3° 01′ 54″ E / 41.7810°N,3.0318°E     | IPA-49604     | Passeig Marítim (Sant Feliu de Guíxols) · Vegeu més fotos d'aquest monument · Carregueu una nova foto d'aquest monument                              |